# Hans Christian Svane Hansen
Hans Christian Svane Hansen (Aarhus, 8 novembre 1906 – Copenaghen, 19 febbraio 1960) è stato un politico danese, esponente del partito socialdemocratico e Primo Ministro della Danimarca dal 29 gennaio 1955 fino alla sua morte il 19 febbraio 1960.

## Biografia
Nella sua carriera politica ha ricoperto anche l'incarico di Ministro degli Esteri (1953-1958) e delle Finanze (1945, 1947-1950) e del Commercio (1950)
Nel 1957, a seguito della firma dei Trattati di Roma, cercò senza successo di creare un'organizzazione nordica di libero scambio.
Nel febbraio 1960 muore di cancro.